# Radomyšl'
Radomyšl' (in ucraino Радомишль?; in russo Радомышль?; in yiddish ראַדאָמישל‎?; in polacco Radomyśl) è una città ucraina (13 685 abitanti) situata nel distretto di Žytomyr, nell'oblast' di Žytomyr. Ospita l'amministrazione della comunità territoriale di Radomyšl', una delle comunità territoriali dell'Ucraina.
Fino al 18 luglio 2020 Radomyšl' è stata il centro amministrativo del distretto di Radomyšl', abolito come parte della riforma amministrativa dell'Ucraina, che ha ridotto a quattro il numero dei distretti dell'oblast' di Žytomyr. L'area del distretto di Radomyšl' è stata fusa nel distretto di Žytomyr.

## Geografia
Radomyšl sorge sulle rive del fiume Teteriv, nella regione storica della riva destra ucraina, a 72 km a nord-est di Žytomyr e a 106 km ad ovest di Kiev.

## Storia
La città è menzionata per la prima volta con il nome di Myčes'k nelle cronache del 1150 che raccontano la vittoria del principe Vladimir di Galizia sul principe Izjaslav II di Kiev. L'insediamento fu probabilmente distrutto durante l'invasione mongola nel 1240, dopo di che la regione cadde sotto la sovranità dell'Orda d'Oro. Nel XIV secolo entrò a far parte della Lituania e successivamente dell'unione polacco-lituana in seguito all'Unione di Krewo del 1385. La città fu saccheggiata dai Tatari nel 1399, 1416 e 1462. Come parte del Regno di Polonia dal 1569 era conosciuto con il nome di Radomyśl. Amministrativamente faceva parte del voivodato di Kiev nella provincia della Piccola Polonia della Corona polacca. All'inizio del XVII secolo fu fondata la cartiera di Radomyśl, la prima cartiera dell'attuale Ucraina centrale. Dopo la seconda spartizione della Polonia nel 1793 la città fu annessa all'Impero russo, ribattezzata con il nome attuale e inclusa nel governatorato di Volinia dal 1795 al 1797 e nel governatorato di Kiev dal 1797.
A partire dalla seconda metà del XVII secolo Radomyšl divenne la sede di un'importante comunità ebraica. Nel 1797 la comunità ebraica ammontava a 1.424 persone, pari all'80% della popolazione totale. Nel 1847 il suo numero era aumentato a 2.734, mentre nel 1897 era salito ulteriormente a 7.502 (67% della popolazione totale). Nel 1910 Radomyšl aveva un Talmud-Torah e cinque scuole ebraiche. Nel 1919, durante la guerra civile russa un pogrom perpetrato dalle truppe dell'atamano Sokolovsky causò circa quattrocento morti tra gli ebrei di Radomyšl. In seguito a questi fatti molti altri fuggirono verso le città sovietiche più grandi. Nel 1926 un incendio nella città danneggiò la sinagoga locale, poi demolita nel decennio successivo. In quello stesso anno la popolazione ebraica era scesa a 4.637 unità, pari al 36% della popolazione totale. Nel 1939 vivevano nella città 2.348 ebrei che rappresentavano il 20% di tutta la popolazione.
Durante la seconda guerra mondiale, Radomyšl fu occupata dall'esercito tedesco dal 9 luglio 1941 al 10 novembre 1943, poi di nuovo dal 7 al 26 dicembre 1943. Nell'agosto 1941, i tedeschi istituirono un ghetto aperto per gli ebrei. Il 5 e 6 agosto 1941, 276 ebrei furono uccisi in due esecuzioni di massa. Il 6 settembre 1941, il Sonderkommando 4A in collaborazione con la Polizia Ausiliaria Ucraina fucilò 1.107 adulti e 561 bambini nella foresta durante l'Aktion di liquidazione del ghetto. Nella zona sono state scoperte sei fosse comuni. Nel 1970 rimanevano solo 250 ebrei.

## Monumenti e luoghi di interesse
- Castello di Radomyšl'
- Chiesa di San Nicola

## Cultura

### Istruzione

#### Musei
- Museo delle Icone domestiche